# Los diez fugitivos más buscados por el FBI
La lista de los diez más buscados del FBI (en inglés: FBI Ten Most Wanted Fugitives) es una lista de los prófugos más buscados por la Federal Bureau of Investigation (FBI) de los Estados Unidos. La lista surge en 1949 producto de una conversación entre J. Edgar Hoover, Director del FBI, y William Kinsey Hutchinson, editor en jefe del International News Service (la predecesora de United Press International), sobre la necesidad de promover la  captura de los "peces gordos" del FBI. Tras la discusión se publicó un artículo periodístico, que a raíz de críticas positivas lograron que el 14 de marzo de 1950, el FBI anunciase oficialmente la publicación de una lista para maximizar esfuerzos en la captura de prófugos muy peligrosos.
Los individuos en la lista generalmente se borran de ella cuando alguno es capturado por fuerzas del orden, si muere, o si todos los cargos contra el mismo se retiran; luego se incorpora un nuevo individuo seleccionado por el FBI. En seis casos, el FBI retiró individuos que ya no eran considerados "un peligro particular para la sociedad". El miembro de la banda Machetero, Víctor Manuel Gerena, añadido a la lista en 1984, fue la persona durante más tiempo en la lista, por 32 años. Billie Austin Bryant fue el de menor tiempo, por dos horas en 1969. Myloh Jaqory Mason es la más reciente. La persona de mayor edad que se agregó a la lista fue Eugene Palmer el 29 de mayo de 2019, a los 80 años. En extrañas ocasiones, el FBI agrega el "Número once" por algún individuo de extrema peligrosidad pero que se ha decidido no eliminar ninguno de la lista de diez. Más allá de alguna numeración mediática, el FBI no jerarquiza a ningún integrante, por lo que ninguno puede ser el primero más buscado.
La lista es habitualmente difundida en edificios públicos y estaciones postales. Al 4 de diciembre de 2014, 504 fugitivos han sido incluidos alguna vez, entre ellos ocho mujeres, y 473 (94%) han sido capturados o localizados, 155 (31%) gracias a la colaboración de otras personas.

## Lista actualizada: Agosto de 2025
Las recompensas son ofrecidas por información que lleve a la captura de los fugitivos en la lista; la cantidad mínima es de $250,000 USD por cada fugitivo.
| Foto                                      | Nombre                            | Fecha Agregada           | Secuencia número | Comentarios |
| ----------------------------------------- | --------------------------------- | ------------------------ | ---------------- | --- |
|                                           | Bhadreshkumar Chetanbhai Patel    | 17 de abril del 2017     | 514              | Patel supuestamente apuñaló y mató a su esposa en una tienda de donas en Hanover, Maryland, el 12 de abril de 2015. Fue visto por última vez tomando un transbordador a la estación de Pensilvania en Newark. Según las autoridades, tiene conexiones con Canadá, India, Nueva Jersey, Kentucky, Georgia e Illinois.                                 |
|                                           | Alejandro Castillo                | 25 de septiembre de 2017 | 516              | Castillo es buscado en relación con el asesinato en agosto de 2016 de una mujer de 23 años, Truc Quan “Sandy” Ly Le, con quien había salido anteriormente. Los dos se conocieron mientras trabajaban juntos en un restaurante de Charlotte. |
|                                           | Yulan Adonay Archaga Carias       | 3 de noviembre de 2021   | 526              | Archaga Carias está acusado de conspiración para extorsionar, para importar cocaína, posesión y conspiración para poseer armas. Como presunto líder de la MS-13 para todo Honduras, es buscado por presuntamente ordenar y participar en asesinatos de pandilleros rivales y otros asociados con la MS-13.                                           |
|                                           | Ruja Ignatova                     | 30 de junio de 2022      | 527              | Ignatova es buscada por su presunta dirección de una trama de fraude masivo. Fue vista por última vez en octubre de 2017 en Atenas, Grecia y está vinculada a su país de origen, Bulgaria, y a Alemania. |
|                                           | Omar Alexander Cardenas           | 20 de julio de 2022      | 528              | Cárdenas es buscado por su presunta participación en el asesinato de un hombre afuera de una barbería en Los Ángeles, California, en el verano de 2019. |
|                                           | Wilver Villegas-Palomino          | 14 de abril de 2023      | 530              | Villegas-Palomino es miembro del Ejército de Liberación Nacional (ELN). Está acusado de narco-terrorismo y conspiración internacional para distribuir cocaína. El Programa de Recompensas por Narcóticos del Departamento de Estado de los Estados Unidos ofrece hasta $5 millones de dólares por información que conduzca a su arresto y/o condena. |
|                                           | Fausto Isidro Meza Flores         | 4 de febrero de 2025     | 533              | Fausto Isidro Meza Flores, el presunto líder de la Organización Criminal Transnacional Meza-Flores, es buscado por una serie de delitos relacionados con el narcotráfico. Se le acusa de conspirar para fabricar y distribuir cocaína, heroína, metanfetamina y marihuana en los Estados Unidos desde 2005 hasta 2019.                               |
| Ryan James Wedding FBI Most Wanted Poster | Ryan James Wedding                | 6 de marzo de 2025       | 535              | Ryan James Wedding es buscado por presuntamente dirigir una red de tráfico de drogas que enviaba cientos de kilogramos de cocaína desde Colombia a Canadá y a otros lugares de Estados Unidos. También presuntamente ha orquestado varios asesinatos para promover estos delitos relacionados con el tráfico de drogas.                              |
|                                           | Giovanni Vicente Mosquera Serrano | 24 de junio de 2025      | 536              | Se cree que Giovanni Vicente Mosquera Serrano ocupa un alto cargo del Tren de Aragua, una organización criminal transnacional venezolana. Está acusado de distribución internacional de cocaína, apoyo a terroristas y conspiración. |
|                                           | Cindy Rodriguez Singh             | 1 de julio de 2025       | 537              | Cindy Rodríguez Singh está acusada del asesinato de su hijo Noel Álvarez, de seis años, quien desapareció en octubre de 2022. Ella y su familia abordaron un vuelo a la India en marzo de 2023, poco después de que la policía local realizara un control de bienestar en su casa.                                                                   |